# Guilleminlaan
De Guilleminlaan is een straat en helling in de Vlaamse Ardennen gelegen in Geraardsbergen.

## Wielrennen
De helling is eenmaal (2011) opgenomen in de Omloop Het Nieuwsblad. Ze ligt parallel aan de Muur van Geraardsbergen, het is echter de hoofdweg naar de top van de Oudenberg.
De helling werd opgenomen in de Omloop in plaats van de Muur omdat er in dat weekend ook de Krakelingenworp plaatsvond en de wielerkaravaan de markt van Geraardsbergen niet kon passeren.